# Zachysnykiv Oekrajiny

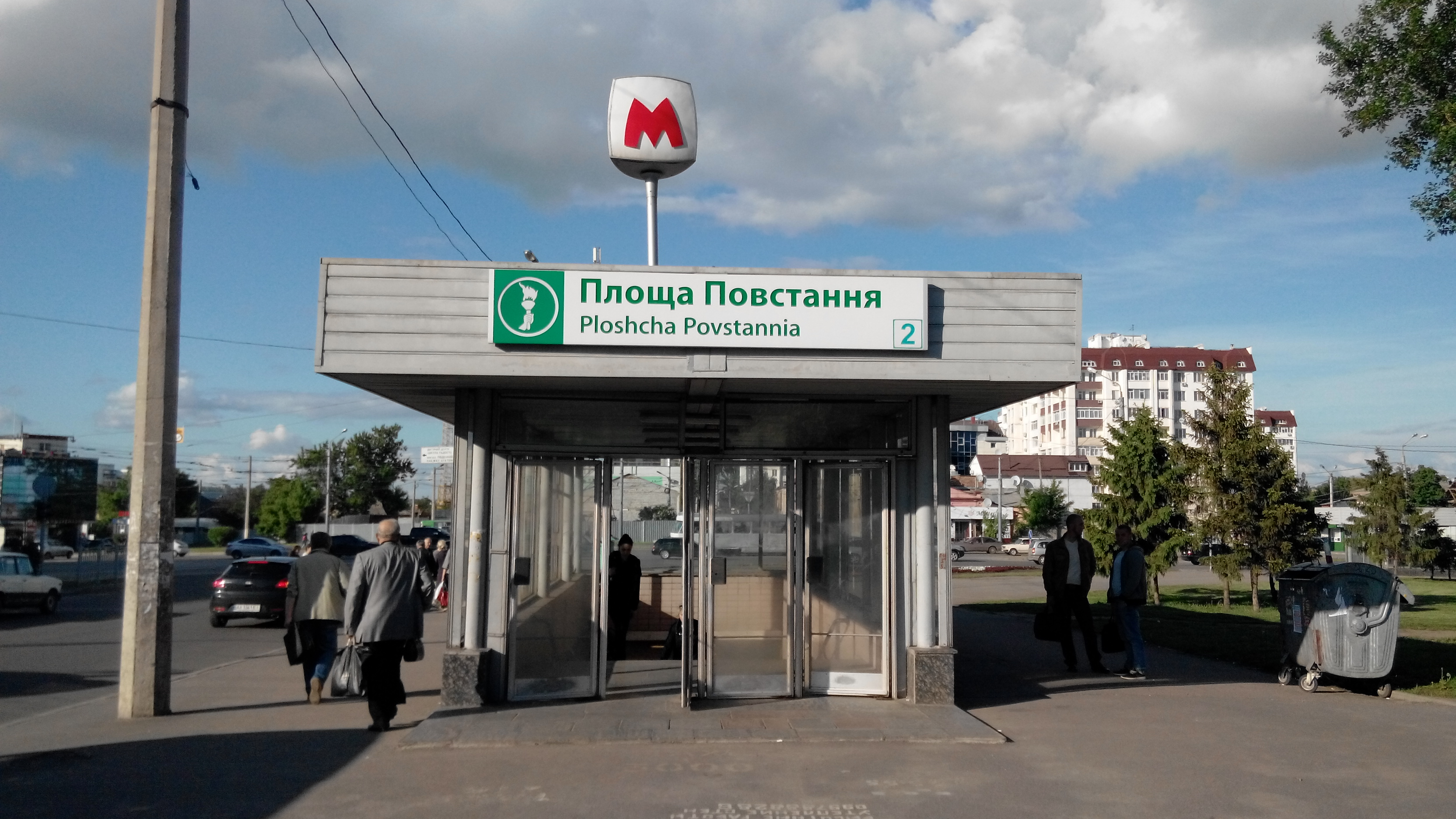
Uitgang, met de vroegere naam (tot 2016) van het station

Zachysnykiv Oekrajiny (Oekraïens: Захисників України, ⓘ; Russisch: Защитников Украины) is een station van de metro van Charkov. Het station maakt deel uit van de Oleksiejivska-lijn en werd geopend op 6 mei 1995. Het metrostation bevindt zich onder het gelijknamige plein (Plein van de Verdedigers van Oekraïne), ten oosten van het stadscentrum. In de omgeving van station Zachysnykiv Oekrajiny zijn onder andere het hoofdpostkantoor, een groot warenhuis, een cultuurpaleis, busstation №3 en een van de grootste markten van Charkov te vinden. Er kan worden overgestapt op een groot aantal bus-, trolleybus- en tramlijnen naar het noordoosten van de stad.
Het station is ondiep gelegen en beschikt over een perronhal met een gewelfd plafond. In het betonnen dak bevinden zich op regelmatige afstand van elkaar uitsteeksels waaraan informatieborden zijn opgehangen en waaronder een bloemenmotief is aangebracht. De wanden langs de sporen zijn bekleed met wit marmer, onderbroken door grijsmarmeren vlakken waarop de stationsnaam wordt vermeld. Trappen aan beide uiteinden van het eilandperron leiden naar de stationshallen, die verbonden zijn met voetgangerstunnels onder de bovenliggende straten.
Tot 2016 heette het station Plosjtsja Povstannja (Plein van de Opstand). 